# Wapen van Kazachstan

Het wapen van Kazachstan

Het Wapen van Kazachstan werd geaccepteerd op 4 juni 1992. De ontwerpers van het wapen zijn Zjandarbek Melibekov en Sjota Oealichanov. Ongeveer 245 ontwerpen namen deel aan de uiteindelijke verkiezing. 

## Vorm en presentatie
Het wapen heeft een ronde vorm en bevat geel en blauw; blauw symboliseert de blauwe hemel en het gele symboliseert de landbouw waaraan in de vroegere Sovjet-tijden van dit land veel werd gedaan. Ook staat aan zowel de linker- als de rechterkant een eenhoorn met gespreide vleugels. Onderaan in het wapen staat "ҚАЗАҚСТАН", wat Kazachs is voor Kazachstan.
Afghanistan · Armenië · Azerbeidzjan · Bahrein · Bangladesh · Bhutan · Brunei · Cambodja · China: Volksrepubliek / Republiek (Taiwan) · Cyprus · Filipijnen · Georgië · India · Indonesië · Irak · Iran · Israël · Japan · Jemen · Jordanië · Kazachstan · Kirgizië · Koeweit · Laos · Libanon · Malediven · Maleisië · Mongolië · Myanmar · Nepal · Noord-Korea · Oezbekistan · Oman · Oost-Timor · Pakistan · Palestina · Qatar · Rusland · Saoedi-Arabië · Singapore · Sri Lanka · Syrië · Tadzjikistan · Thailand · Turkmenistan · Turkije · Verenigde Arabische Emiraten · Vietnam · Zuid-Korea

Afhankelijke gebieden: Hongkong · Macau

Betwiste gebieden: Noord-Cyprus